# فتحي عبد السميع
فتحي عبد السميع (1963 -) هو شاعر وكاتب مصري.

## حياته ومسيرته
ولد في سنة 1963 بقرية نجع عزوز مركز دشنا محافظة قنا، رئيس تحرير سلسلة الإبداع الشعري التي تصدر عن الهيئة المصرية العامة للكتاب، وأمين عام مؤتمر أدباء مصر «دورة المشهد الشعري» في الإسكندرية عام 2009م، وأمين عام مؤتمر إقليم وسط وجنوب الصعيد عام 2011م، وعضو اتحاد كتاب مصر، ومنسق مهرجان الجنوب للشعر العربي، وعضو مجلس إدارة مركز الثقافة اللامادية بجامعة جنوب الوادي.،  رئيس مؤتمر إقليم جنوب الصعيد (تشكلات المعنى وتحولات المجتمع) وزارة الثقافة الأقصر 2024. رئيس مؤتمر ( صورة الجنوب في الدراما) اتحاد كتاب مصر فرع الأقصر ٢٠٢٤

## أعماله
يكتب فتحي عبد السميع زاوية أسبوعية بجريدة القاهرة بعنوان «رفرفة الحجر»، وترجمت بعض نصوصه للإنجليزية، كما تُرجمت بعض نصوصه للألمانية عن طريق الورشة الإبداعية ببرلين بالاشتراك مع معهد جوته، وطبعت على اسطوانة باللغتين العربية والألمانية ضمن مختارات للشعر العربي. شارك في عدد كبير من المهرجانات الشعرية في مصر والعالم العربي، وشارك بأبحاثه في عدد من المؤتمرات، ونُشرت تلك الأبحاث في كتب مشتركة منها: الوعي الشفاهى والوعي الكتابي ـ المروى له في الخطاب الروائي ـ سينوغرافيا النص السردي ـ ثقافة الثأر وشعرية الهامة ـ ثقافة القبيلة ومستقبل الديمقراطية ـ القرآن الكريم وقصيدة النثر.
صدر للشاعر
أولا: الأعمال الشعرية:
1ـ الخيط في يدي ـ هيئة قصور الثقافة 1997
2ـ تقطيبة المحارب ـ كتاب حتحور 1999، ط2 مكتبة الأسرة 2002
3ـ خازنة الماء ــ شعرـ المجلس الأعلى للثقافة 2002
4ـ فراشة في الدخان ـ الهيئة المصرية العامة للكتاب ـ 2002
5ـ تمثال رملي ـ الهيئة المصرية العامة للكتاب ـ 2012
6ـ الموتى يقفزون من النافذة ـ هيئة قصور الثقافة 2013
7ـ أحد عشر ظلا لحجر ـ الهيئة المصرية العامة للكتاب ـ 2016
8ـ عظامي شفافة وهذا يكفي، دار بتانة، 2022
ثانيا: النقد الأدبي والعلوم الاجتماعية
1ـ الجميلة والمقدس ـ نقد ـ دار الهلال 2014
2ـ القربان البديل ـ طقوس المصالحات الثأرية ـ الدار المصرية اللبنانية 2015
3ـ شعرية الحدث، مختارات وقراءة نقدية، الهيئة العامة لقصور الثقافة 2015
4ـ الشاعر والطفل والحجر ـ سيرة ذاتية ـ الهيئة المصرية العامة للكتاب ـ 2016
5ـ وجوه شهريار، سلسلة كتاب اليوم،  العدد 711، مؤسسة أخبار اليوم،ديسمبر 2022
٦ـ التراث الخفي: الأسطورة السومرية والرواية الخليجية للسيرة الهلالية، دار وعد، ٢٠٢٤
وله تحت الطبع عدة كتب أخرى في الشعر والنقد وعلم الاجتماع  
ثالثا: كتابات حول تجربة الشاعر
   حظيت أعمال الشاعر باهتمام نقاد الأدب فتناولت أعماله عشرات الدراسات والقراءات والمقالات النقدية في مصر وخارجها، ونُشرت تلك الكتابات في كتب ودوريات مثل: مجلة فصول ـ  مجلة الشعر، مجلة الثقافة الجديدة، مجلة عالم الكتاب، مجلة الإذاعة والتليفزيون، مجلة  "الكويت"، البيان (الكويتية) ، مجلة دبي الثقافية، الدوحة (القطرية) ، تراث (الإماراتية)، الفيصل (السعودية)  جريدة الصباح العراقية وغيرها.
تناولت تجربة الشاعر مجموعة من الملفات الخاصة التي خصصتها له أهم المجلات المصرية المتخصصة في الأدب واحتوى كل ملف على عدد من القراءات النقدية والشهادات الأدبية  وهي:ـ
أ ـ ملف مجلة الشعر المصرية حول تجربة الشاعر بعنوان " فتحي عبد السميع: العائش في الشعر" ـ العدد {150} صيف 2013.
ب ـ ملف مجلة عالم الكتاب بعنوان ( فتحي عبد السميع:شاعر عابر للتصنيف) العدد 79 ، أبريل 2023.
ج ـ ملف مجلة الثقافة الجديدة (هذا وقت فتحي عبد السميع) العدد 294 ، يوليو 2023
| عنوان الكتاب                                       | عدد الصفحات | تاريخ الإصدار  | دار النشر                    | لغة الكتاب | الترقيم الدولي       |
| -------------------------------------------------- | ----------- | -------------- | ---------------------------- | ---------- | -------------------- |
| خازنة الماء                                        | 74 صفحة     | 2002م          | المجلس الأعلى للثقافة        | العربية    |                      |
| الموتى يقفزون من النافذة                           | 88 صفحة     | 2013م          | الهيئة العامة لقصور الثقافة  | العرببة    | ISBN13 9789777185400 |
| الجميلة والمقدس                                    | 276 صفحة    | 2014م          | دار الهلال                   | العربية    |                      |
| الشاعر والطفل والحجر                               | 133 صفحة    | 2016م          | الهيئة المصرية العامة للكتاب | العربية    | ISBN13 9789779108247 |
| تمثال رملي                                         | 113 صفحة    | 2012م          | الهيئة المصرية العامة للكتاب | العربية    |                      |
| القربان البديل: طقوس المصالحات الثأرية في جنوب مصر |             | 01 يناير 2015م | الدار المصرية اللبنانية      | العربية    | 9789774279423        |

## الجوائز
حصل فتحي عبد السميع على جوائز عديدة، من بينها:
- جائرة المركز الأول في مجال شعر الفصحى في المسابقة المركزية لهيئة قصور الثقافة.
- جائزة صندوق التنمية.
- جائزة القوات المسلحة عن قصيدته «صلاة العابر».
- جائزة الدولة التشجيعية في العلوم الاجتماعية ٢٠١٥
- جائزة القائمة القصيرة لجائزة الشيخ زايد عام 2016م.
- جائزة أفضل بحث في مؤتمرات هيئة قصور الثقافة عام 2015م.[1]
- جائزة الدولة للتفوق في الآداب عام ٢٠٢٣